# Ecnomus continentalis
Ecnomus continentalis är en nattsländeart som beskrevs av Georg Ulmer 1916. Ecnomus continentalis ingår i släktet Ecnomus och familjen trattnattsländor. Inga underarter finns listade i Catalogue of Life.